# キウイフルーツ

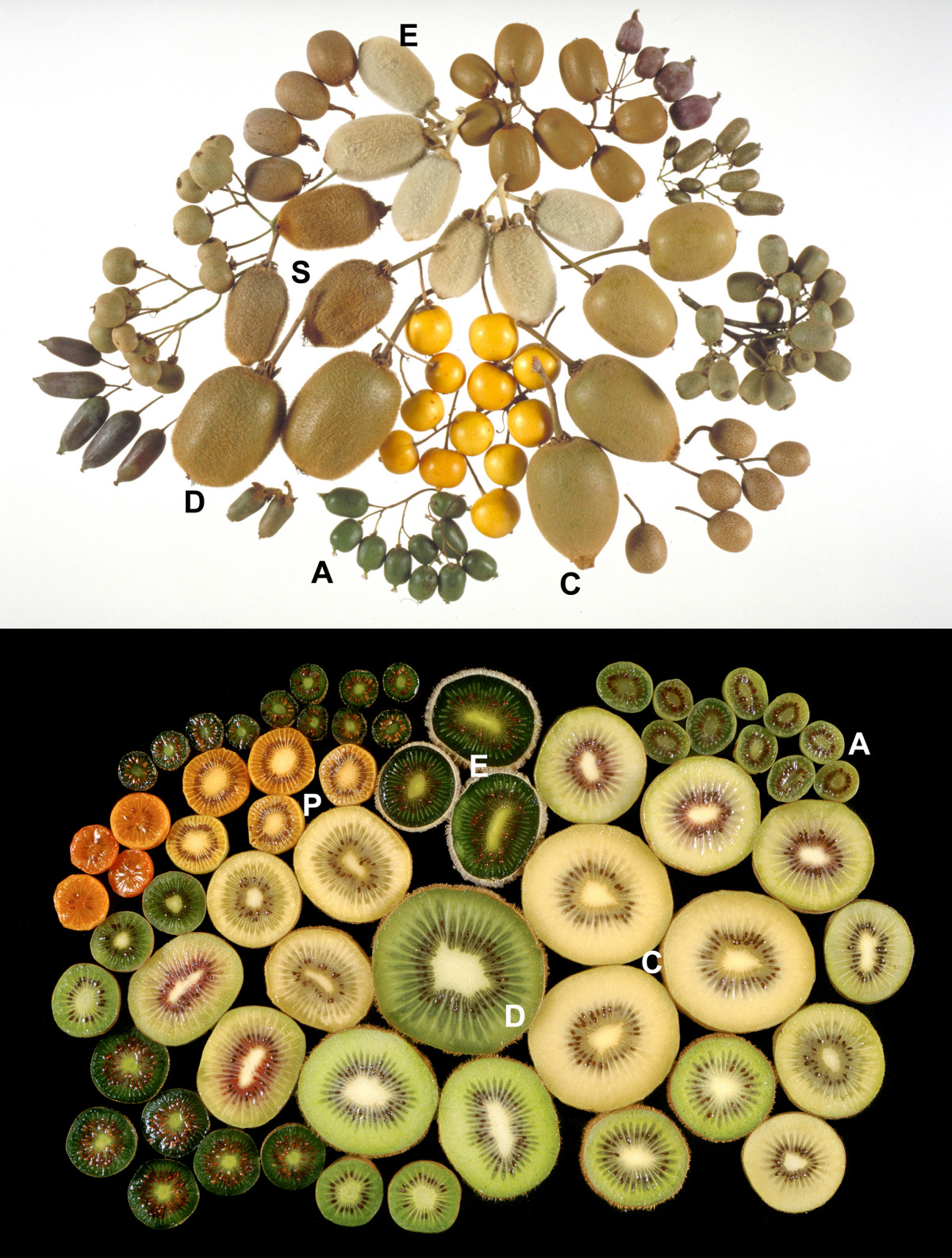
様々なキウイフルーツ
A = A. arguta, C = A. chinensis, D = A. deliciosa, E = A. eriantha, I = A. indochinensis, P = A. polygama, S = A. setosa.

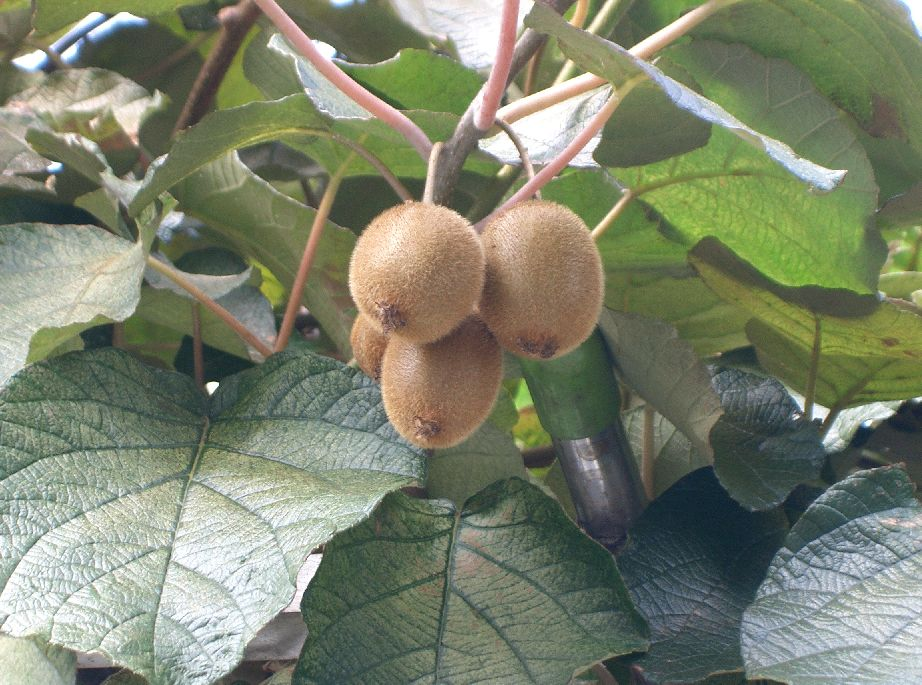
木に実ったキウイフルーツ

| 項目                 | 分量 (g) |
| -------------------- | -------- |
| 脂肪                 | 0.52     |
| 飽和脂肪酸           | 0.029    |
| 16:0（パルミチン酸） | 0.017    |
| 18:0（ステアリン酸） | 0.012    |
| 一価不飽和脂肪酸     | 0.047    |
| 18:1（オレイン酸）   | 0.047    |
| 多価不飽和脂肪酸     | 0.287    |
| 18:2（リノール酸）   | 0.246    |
| 18:3（α-リノレン酸） | 0.042    |

キウイフルーツ（英: kiwifruit）は、マタタビ科マタタビ属の雌雄異株の落葉蔓性植物の果実である。また、マタタビ属のActinidia deliciosaを指して特にキウイフルーツとも呼ばれる。温帯の果樹で、秋に果実が実る。果実は産毛のような細かい毛が生えており、ビタミンCを多く含む。野生種のサルナシの近縁にあたり、中国に分布するオニマタタビ（シナマタタビ）からニュージーランドで改良されて作出された栽培品種であり、ニュージーランドの国鳥キーウィに因んで名をつけられている。

## 概要
商業流通の歴史は浅く、1906年にニュージーランドが新しい果樹のキウイフルーツとして、中国原産のActinidia deliciosaやActinidia chinensisの品種改良に成功、1934年頃から商業栽培を開始し、世界各国で食べられるようになった果物である。
「キウイフルーツ」という名称は、ニュージーランドからアメリカ合衆国へ輸出されるようになった際、ニュージーランドのシンボルである鳥の「キーウィ (kiwi)」に因んで1959年に命名された（果実と鳥の見た目の類似性から命名された訳ではない）。カタカナでは「キーウィーフルーツ」「キーウィフルーツ」「キウィフルーツ」などの表記も使用される。
日本へは1966年（昭和41年）に、アメリカ合衆国から果菜（ベジタブルフルーツ）の一種として輸入され出回るようになった。また、日本でも栽培や独自品種の開発が行われており、花期は5月頃。耐寒性があり冬期の最低気温-10℃程度の地域でも栽培が可能である。産地は温帯から亜熱帯で、熱帯果実ではない。
Actinidia deliciosa の最も一般的な栽培品種であるヘイワード種の果実は、鶏卵程度の大きさを持つ楕円体で、皮が茶色く毛状の繊維に覆われている。この植物および果実自体もキウイ（またはキーウィー、キーウィ、キウィ）と略して呼ばれる場合がある。マタタビに近縁であることから、幼木や若葉はネコ害を受けることもある。
その他のマタタビ属の近縁種も「キウイ」という名称を利用して流通している。例: オニマタタビ（A. chinensis、ゴールドキウイ、ゴールデンキウイ）、サルナシ（A. arguta、ベビーキウイ、ミニキウイ）、シマサルナシ（A. rufa、ミニキウイ）など。

## 植物としての特徴
中国原産のオニマタタビ（鬼木天蓼、学名: Actinidia chinensis、別名：シナサルナシ）が、南半球のニュージーランドで改良されたもの。果樹としてなじみがあり、庭木としても見られる落葉性のつる性木本。つるは全体的に褐色の粗い毛が多く、太くなると樹皮は縦にひび割れる。枝の随には隔壁がある。花期は5 - 6月（日本の場合）。冬芽は褐色の毛に覆われていて互生し、隆起した葉痕上部の中に隠れて、先端だけが少し見えている半隠芽である。葉痕は円形や半円形で、維管束痕が1個つく。

## 分類
種としてのキウイフルーツは、以前は Actinidia chinensis （標準和名：オニマタタビ）という単一の種の下に変種がいくつかあるとされていたが、1980年代に Actinidia deliciosa、Actinidia setosa、Actinidia chinensis の別々の種に分類された。A. deliciosa と A. chinensis の主な差異は植生の形態、花および果実の形態、染色体の数である。
A. deliciosa の果実は表面が粗毛に覆われており、緑色果肉品種である。最も一般的に市販されているヘイワード種は A. deliciosa 種である。一方、A. chinensis の果実表面は軟かい疎毛で覆われ（果肉は黄色いことが多いが、黄緑色や赤色が混じるものもある）、2000年より販売の始まったゴールド・キウイ（ゼスプリ ゴールド、ホート16A種）は A. chinensis 種である。

## 栽培品種
キウイフルーツ果実の食品科学的な特徴としては、ビタミンC（アスコルビン酸）の含量が多いことや、果実としては珍しくクロロフィルを含むことなどが挙げられる。これらの果実成分の含量は、キウイフルーツの品種によって大きく異なっている。
グリーンキウイ（ヘイワード種）
普通のキウイフルーツ（ヘイワード種）は皮が薄く茶色で果肉は緑色をしている。白色の果心の周囲に胡麻粒ほどの黒い種子が放射状に並んでいる。味は甘味と爽やかな酸味がある。糖質としては、還元糖であるグルコースとフルクトースが多く、糖全体の75 - 85%を占め、残りの15 - 25%がスクロースである。有機酸としては、クエン酸とキナ酸が多く、それぞれ果実質量の1%前後含む。次いで多いのがリンゴ酸で、0.2 - 0.3%程度含んでいる。特に未熟果では酸味が強い。また蛋白質分解酵素であるアクチニジンを含むため、食肉軟化剤としての応用や、舌苔除去タブレット（ブレオ）等への利用が行われている。果実の生食により、消化促進効果も期待されている。
ゴールドキウイ（ホート16A種）
黄肉種で、ニュージーランド産を中心にゴールド・キウイという果肉が黄色いものも出回っている。果皮の色が薄く、尻部がすぼんでいる。グリーンキウイよりも酸味が弱く、甘みが強い。「ゼスプリゴールド」が最もポピュラー。
グリーンキウイ（ニューエメラルド種）
ニューエメラルドという品種は両性種であるが、それ以外の多くの品種は雌雄異株である。2009年にA. chinensis (2n=58) の遺伝子地図の作成を通して、A. chinensisがXY型の性染色体を持つ性決定様式であることが示された。
レインボーレッドキウイ
静岡県で中国系品種を育成したもので、果肉は周囲が黄緑色で中心部が白く種子の部分が赤いのが特徴。果皮は無毛。糖度が高いため甘く、酸味は抑えられている。主な産地は、静岡県、愛媛県、福岡県。
香緑（こうりょく）
縦に細長いかたちで、長さ9センチメートルと実が大きく、酸味が少ない品種。主に香川県で生産されている。
さぬきゴールド
香川県で育成され2005年（平成17年）に品種登録された品種。果実は160 - 180グラムと大型で、糖度も16 - 18度と高い。

## 栽培
日本での商業栽培は温州ミカンなど柑橘類の余剰対策の転作作物として始まった。
専門知識がなくても比較的簡単に栽培ができ、苗は一般向けにホームセンターなどの園芸コーナーで容易に入手できる。雄雌を1株ずつ植え、藤棚を使い蔓（ツル）を上手くはわせて栽培すれば、10月から11月頃には果実が収穫できる。よく成長した株の場合、一株から約1000個もの収穫を得ることもしばしばであるが、大量の結実は糖度が下がり酸が増加することで食味を低下させてしまう。表年・裏年もあるので、人工授粉と実の大きさがピンポン球大の頃に、摘果を行うことが望ましい。収穫後は30 - 60日程度の追熟をさせると食べられる。

## 産地
| 国               | トン      |
| ---------------- | --------- |
| 中国             | 2,230,065 |
| ニュージーランド | 624,940   |
| イタリア         | 521,530   |
| ギリシャ         | 307,440   |
| イラン           | 289,608   |
| チリ             | 158,919   |
| トルコ           | 73,745    |
| フランス         | 49,770    |
| ポルトガル       | 45,820    |
| アメリカ合衆国   | 36,290    |
| 世界             | 4,407,407 |
| 出典 国連FAOSTAT |           |

中国が原産地であるが、ニュージーランドで多くの新しい品種が作られた。主な産地として以下がある。

### 中華人民共和国
- 陝西省周至県 - 秦嶺山脈に産地が多い。西安に近い周至県では「中華獼猴桃」の名で、他の産地と比べてかなり大振りのものも作られ、名産品となっている。
- 河南省南陽市西峡県 - 原産地に近く、30数種と多様な栽培種があるといわれる。
- 湖南省
- 四川省

### ニュージーランド
ニュージーランドにとっては外貨が獲得できる貴重な農産物であり、首相が自ら店頭でPRするなど国を挙げた販売戦略を行っている。日本で出回っている輸入キウイフルーツの9割以上はニュージーランド産である。

### 日本
日本ではニュージーランド産やチリ産、アメリカ産の輸入品が通年流通しているが国産品もあり、量が多くないが愛媛県、福岡県、和歌山県、香川県などで栽培されている。国産は11 - 4月ごろに出回る。
なお、シマサルナシが、紀伊半島東南部を東限として、四国の太平洋岸、淡路島東南部、九州の沿岸地域、山口県の島嶼部、南西諸島に自生分布しており、国外では朝鮮半島南部の島嶼部、台湾にも一部自生が報告されている。絶滅危惧種に指定されており、キウイフルーツには無いポリフェノールを含有していることから、三重県熊野市や御浜、紀宝両町では、新たなご当地フルーツとして産地化を図っている。

#### 統計
2015年の全国収穫量は2万7800トン。農林水産省の調査品目（果樹）の一つであり、日本では1970年代、ミカンの過剰生産による価格大暴落を受けて、愛媛県を発端として、ミカン農家や関連農協により、転作作物として全国に広まった経緯がある。そのため、生産上位県はミカン産地を兼ねていることが多く、また地形、気候条件などによりミカンよりキウイフルーツの方が栽培に適していた産地（ミカンと比較すると耐陰性、耐寒性が高く、耐乾性、耐塩性に劣る）では、安価な極早生種栽培より安定した収入が得られたため、主産地として発展していった。また、産地によっては蒟蒻芋（群馬県）、桑（栃木県）、ブドウ（山梨県）栽培からの転作例もある。尤も、このキウイフルーツ栽培も、1990年代にオレンジ輸入自由化に伴って、転作が急激に進行したために生産過剰気味になって価格が暴落し、耕作放棄地や作物転換が増加した。後に産地が連携して安定供給を図ったことで、2000年以降は価格も生産量も安定し、現在に至っている。国内生産の主な品種はヘイワードで、その他、各県がオリジナル品種を開発している。また、ニュージーランドのゼスプリによる「ゴールデンキウイ」などのライセンス品種を、愛媛県と佐賀県で栽培しており、宮崎県都農町にも大規模な農園を開発中である。尚、主力輸入先のニュージーランドが南半球に位置するために収穫時期が国内産と重ならないことで、海外輸入品と競合することが少なく、生産を相互補完している。
2018年の輸入量は10万6,082トンで輸入金額は409億5,179万円である。

#### 日本国内の主な産地
- 栃木県 - 小山では桑畑からの転作で、キウイ栽培が始められた。[20]
  - 小山市
- 群馬県 - 甘楽町が一大産地。[21]
  - 甘楽町、富岡市
- 神奈川県 - 国内4 - 5位。足柄平野一帯に産地が分布し、山北町からミカン栽培の転作作物として始められた[22]。「あしがらキウイ」としてブランド化を進めているほか、「香緑」も産出する。
  - 小田原市、南足柄市、山北町、秦野市など
- 山梨県 - レインボーレッドなどを特産。産地はブドウ栽培からの転作となっている。
  - 山梨市、市川三郷町、南アルプス市など
- 静岡県 - 国内4-5位。種の周りが赤い「レインボーレッド」は富士市南松野の農家、小林利夫によって育成された品種[23][24]。
  - 富士市、静岡市清水区、浜松市など
- 岐阜県 - 旧・洞戸村（現・関市）で1979年に生産組合を結成して栽培を本格化。
  - 関市
- 和歌山県 - 国内3位。ミカン栽培からの転作により、紀の川市を中心に栽培が勧められ広まった。特にキウイ栽培に適した紀ノ川南岸の龍門山北嶺などに大規模な産地が展開する[25]。「熟姫」などの県独自ブランドがある。
  - 紀の川市、海南市、有田川町、かつらぎ町など
- 徳島県 - 徳島県の場合は、1981年の寒害によってミカン産地が壊滅的被害を受けた後に、代替作物として始められたものである。
  - 佐那河内村、小松島市
- 香川県 - 「香緑」「さぬきゴールド」「さぬきエンジェルスイート」「讃緑」など品種開発を盛んに推し進める。また県と香川大学により開発された「さぬきキウイっこ」は、農地所有適格法人及びJAなどを通じて流通されている[26]。
  - 善通寺市、高松市、三豊市
- 愛媛県 - 栽培面積、生産、出荷量、販売額とも国内1位で、1970年代からミカン栽培からの転作によって産地が発展した。その経験を活かし、産地間で連携し、安定供給を図っている。ゼスプリによる契約産地の一つにもなっている。[27]
  - 松山市、西条市、大洲市、砥部町、伊予市、今治市など
- 福岡県 - 国内2位。八女市立花町がその殆どを占める。八女市は自治体単位で生産量日本一であり、「甘熟娘」「キラキラ・キウイ」「甘うぃ」などのブランド品を開発しているほか、キウイワインなどの加工品生産も盛ん[28]。
  - 八女市
- 佐賀県 - 唐津市からミカンによる転作で広まる。ゼスプリによる契約産地の一つにもなっている[29]。
  - 唐津市、嬉野市など
- 大分県 - ミカンに代わる転作作物として国東半島を中心に栽培が広まった[30]。
  - 国東市、杵築市など

| 順位 | 都道府県 | 全国シェア | 収穫量 (t) |
| ---- | -------- | ---------- | ---------- |
| 1    | 愛媛県   | 25%        | 6820       |
| 2    | 福岡県   | 16%        | 4350       |
| 3    | 和歌山県 | 13%        | 3740       |
| 4    | 神奈川県 | 7%         | 1970       |
| 5    | 静岡県   | 5%         | 1400       |

## 利用

### 生食
熟した果実の皮を剥くか、半分に切りスプーンなどで果肉を抉るかして、食用にする。ただし、ベビーキウイのように果皮が薄く産毛も少ない品種の場合は皮ごと食用にする。サラダ、デザートなどへの利用もされる。かたいものは未熟なので、常温において追熟させる。

### 加工
- ジャム - 砂糖を加えて煮て作る。もっと煮詰めて羊羹のような菓子にする例もある。
- 乾燥品 - スライスして凍結乾燥させた食品もある。
- ゼリー - キウイフルーツにはタンパク質分解酵素「アクチニジン」が含んであり、ゼラチン使用の場合は生のままの使用は、固まらず不向きである。アクチニジンは熱・酸・アルカリに弱く、ジャムやシロップ煮など加熱処理したものには、分解する働きは無い。また、アクチニジンの含有量が少ない品種もあり、それらは生のまま使用可能である。また、寒天でも代用できる。
- 酒 - 醸造原料として利用しワインなどが作られている。
- ドライフルーツ

## 栄養価
ビタミンCやビタミンEが豊富で強い抗酸化力を有し、食物繊維やカリウム、ミネラルも豊富である。たんぱく質分解酵素アクチニジンが果皮付近にあり、肉類と一緒に摂ることで消化促進や胃もたれを防止する効果がある。

## ネコとキウイの関係

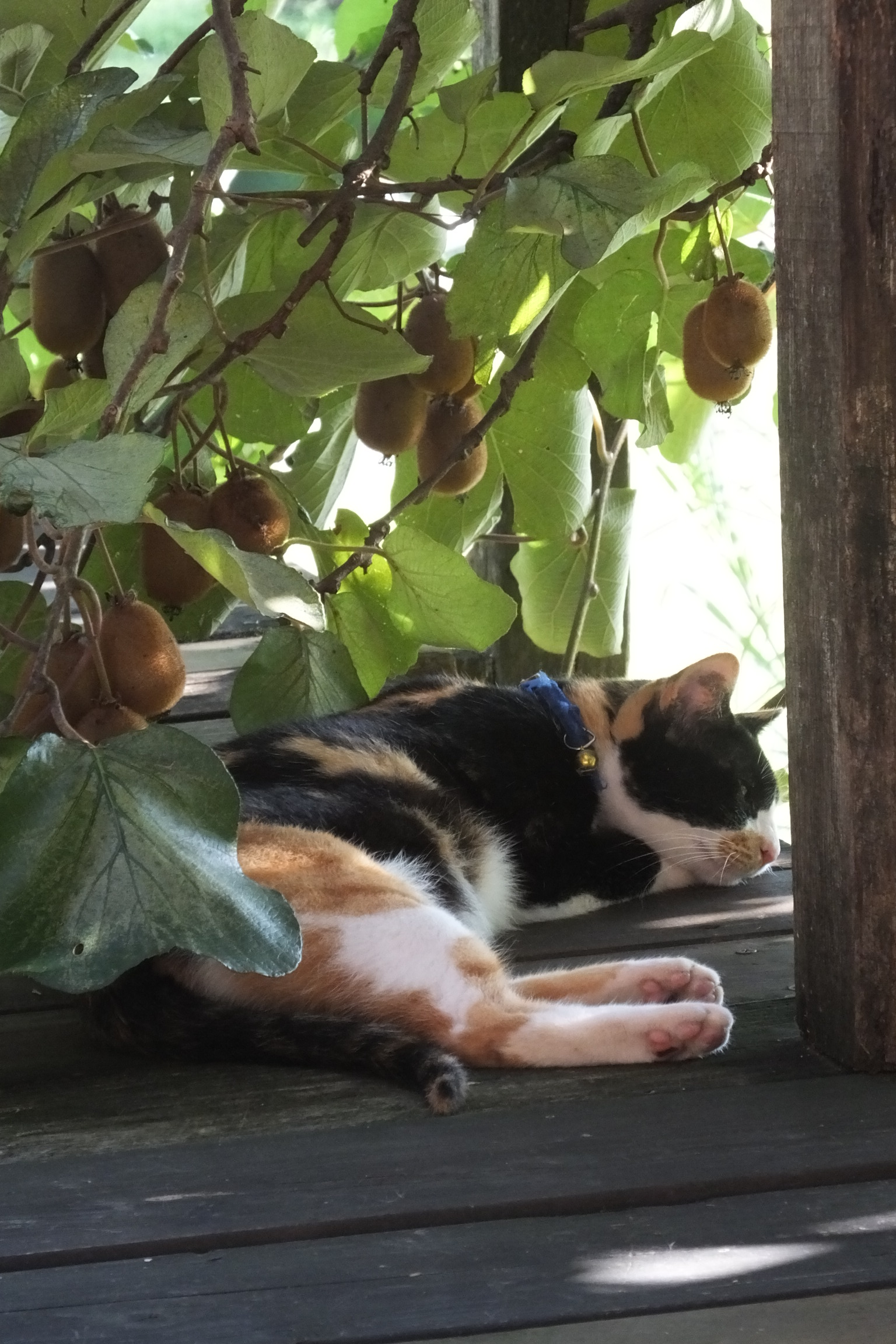
キウイフルーツの木の下で眠るネコ

キウイフルーツはマタタビ科マタタビ属の植物であり、マタタビラクトンがネコの鼻の奥にある「鋤鼻器」というフェロモンを感じる器官を通じ、ネコを興奮させるため、キウイフルーツの木にはしばしばネコが集まる。マタタビラクトンを嗅いだネコの反応は、床を転げまわる、走り回る、攻撃的になる、よだれを垂らす、眠くなるなどがある。特に去勢前のオスネコは、過剰に反応を起こすことがある。市販されているキウイフルーツに含まれるマタタビラクトンは微量であるため、キウイフルーツを食べてマタタビと同じ反応をするネコと、全く反応しないネコもいる。

## ソラレンを含むというデマについて
キウイフルーツ果実にソラレンという光毒性物質が含まれるとする記事がネット上に散見されるが、これはメディアが拡散した何の根拠もないデマであり、現在では否定されている。この誤情報の大本は、2011年に三空出版から刊行された一般向けの書籍であった。三空出版では、この記述に根拠がなかったことを認め、書籍中の記載を削除するとともに、ホームページ上に公式にお詫びと訂正を掲出している。
この誤った情報を、2015年7月27日に放送されたTBSのバラエティ番組がエビデンスの確認を怠ったまま紹介したため、ウェブサイト等を通じて一気にデマが拡散した。その後、日本テレビやテレビ朝日、その他のテレビ局の番組でも、やはりエビデンスの確認を行わないまま同様の情報を紹介したため、誤情報がさらに広まった。この経緯については、駒沢女子大学のサイトに詳しく記されている。
キウイフルーツにソラレンが含まれることを示す学術的な資料はどこにも示されていない。唯一それらしい記載がされていた(寺尾純二(2016), p. 526)の記述についても、日本ビタミン学会は正式にその誤りを認め、2021年発刊の同雑誌第95巻第5・6号の前付け（iiページ）において、ソラレンを含む果物から「キウイの記載を削除する」との訂正がなされている。
さらに、主要な商業栽培品種であるグリーンキウイ（ヘイワード種）やサンゴールドキウイ（ZESY002種）の果実を用いた実験によって、これらの果肉からも果皮からもソラレン類（ソラレン、5-メトキシソラレン、8-メトキシソラレン、アンゲリシン）が一切検出されないことが報告されている。

## 表記・呼称

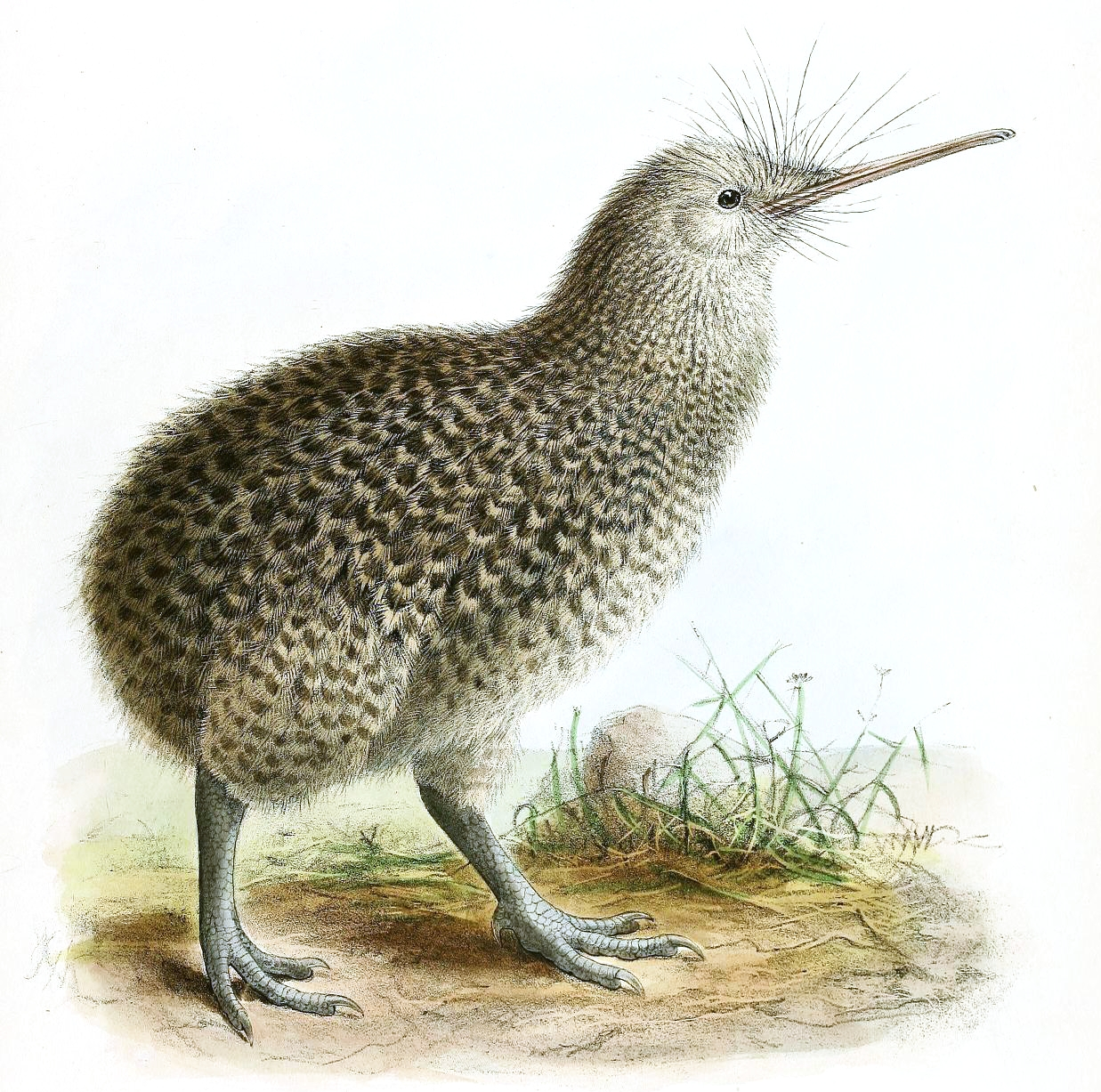
名前の由来となった鳥 キーウィ。

キウイフルーツ（キーウィーフルーツ、英語: kiwifruit）の名はニュージーランドで生まれたものである。

### 英語での表記・呼称
ニュージーランドで栽培が開始された当初、この果物は原産地の名をとってチャイニーズグースベリー（Chinese gooseberry）と呼ばれた。販売促進を狙い、現地の輸出商社によってキーウィフルーツ（kiwifruit）の愛称を与えられたのは、1959年のことであったとされる。古い名称は、ニュージーランド産とオーストラリア産のものを区別したいときにわずかに使用されることがある。
北アメリカでは単にkiwiと呼ぶことが多い。ニュージーランドではkiwiはあくまでも鳥の名およびニュージーランド人（キーウィ (人)）、または「ニュージーランドの」という形容詞のことであり、kiwifruitをkiwiと呼ぶことはしないため、注意が必要である。

### 日本語での表記・呼称
「キウイフルーツ」「キーウィーフルーツ」「キーウィフルーツ」「キウィフルーツ」などと表記され、それらを略した「キウイ」などという表現も使用される。
食物アレルギーの原因となることがあるので、この果物を使用した加工食品では、それを表記することを厚生労働省の通知により「特定原材料に準ずるもの」として推奨されている。その厚生労働省の通知では、「キウイフルーツ」と表記されている。

### 中国語での表記・呼称
原産地の中国では、古くから自生のシナサルナシ（支那猿梨）を指す語としては「獼猴桃」（びこうとう。拼音: míhóutáo ミーホウタオ）が一般的であり、李時珍の『本草綱目』に収載されるなど、生薬の名としても使われた。現在でも中国本土では、栽培品のキウイフルーツもこの語で指すのが一般的である。「獼猴」はアカゲザルを意味し、サルが好んで食べる果実という命名である。
一方、香港や台湾で栽培品のキウイフルーツを指す語は、kiwifruit の音訳である「奇異果」（広東語: ケイイークオ、台湾語: キーイーコー。中国語: チーイーグオ 拼音: qíyìguǒ）が一般的であり、台湾では「幾維果」（拼音: jǐwéiguǒ ジーウエイグオ）の名もある。ほかに「陽桃」（「羊桃」「楊桃」とも。拼音: yángtáo ヤンタオ。スターフルーツまたはヤマモモを指すこともある語）、「毛梨」（拼音: máolí マオリー）、「藤梨」（拼音: ténglí トンリー）の語がある。

## 参考画像

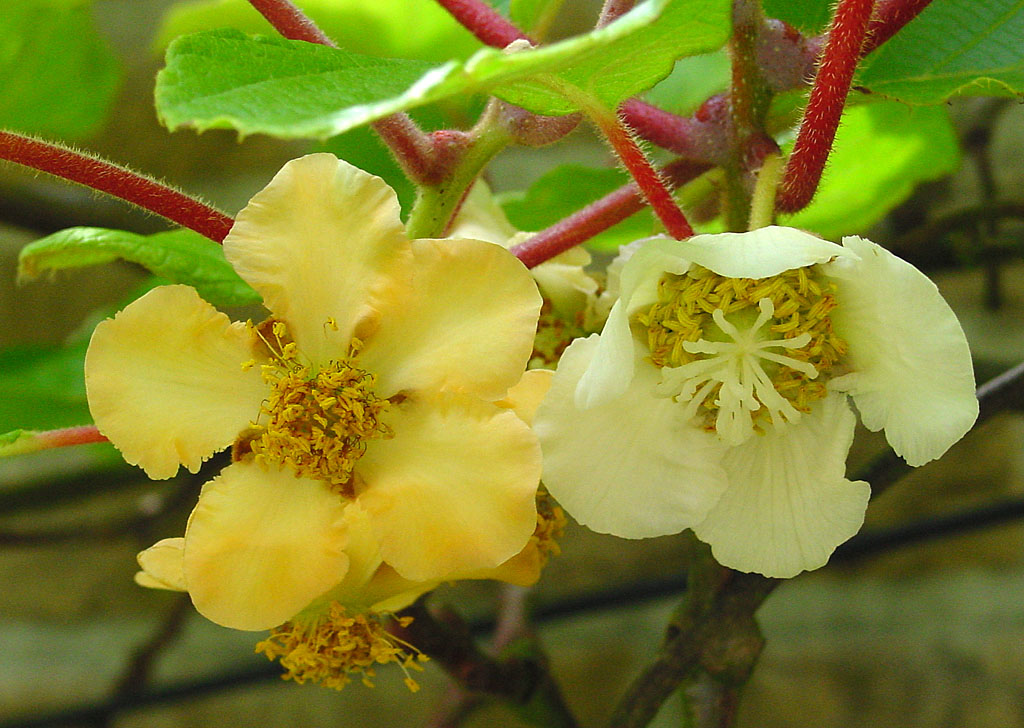
雄花(左)と雌花(右)
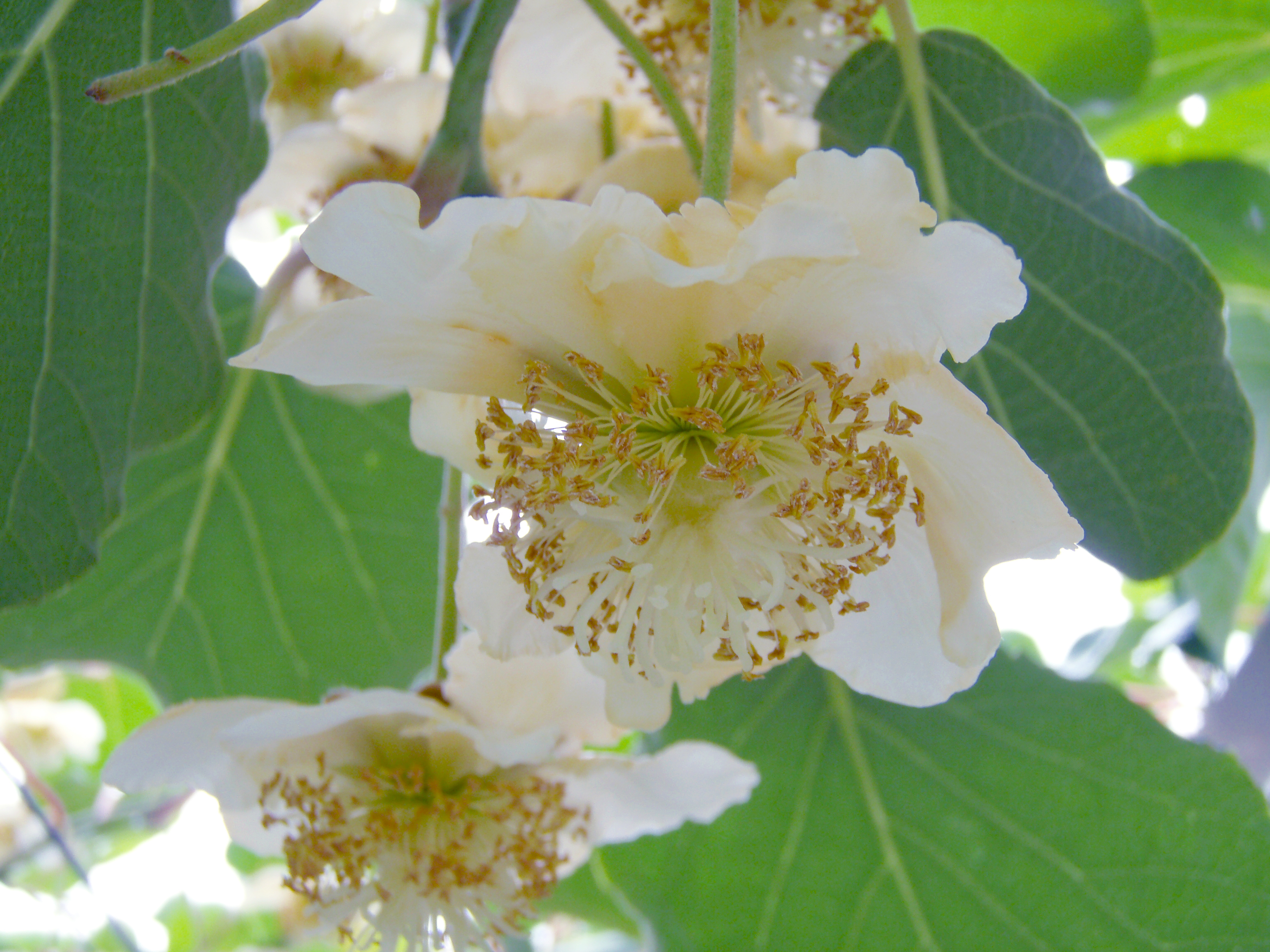
雌花
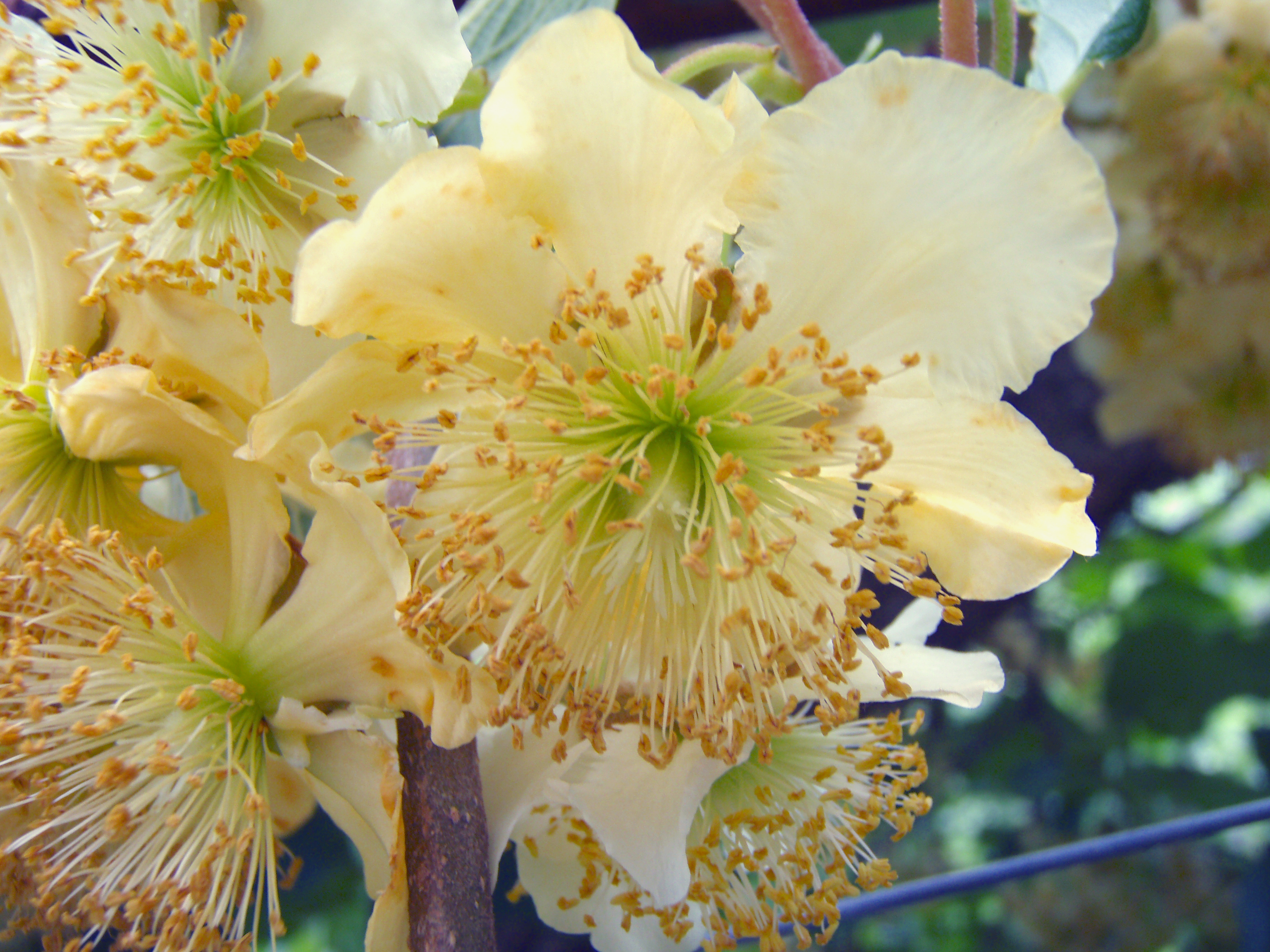
キウイフルーツの雌花
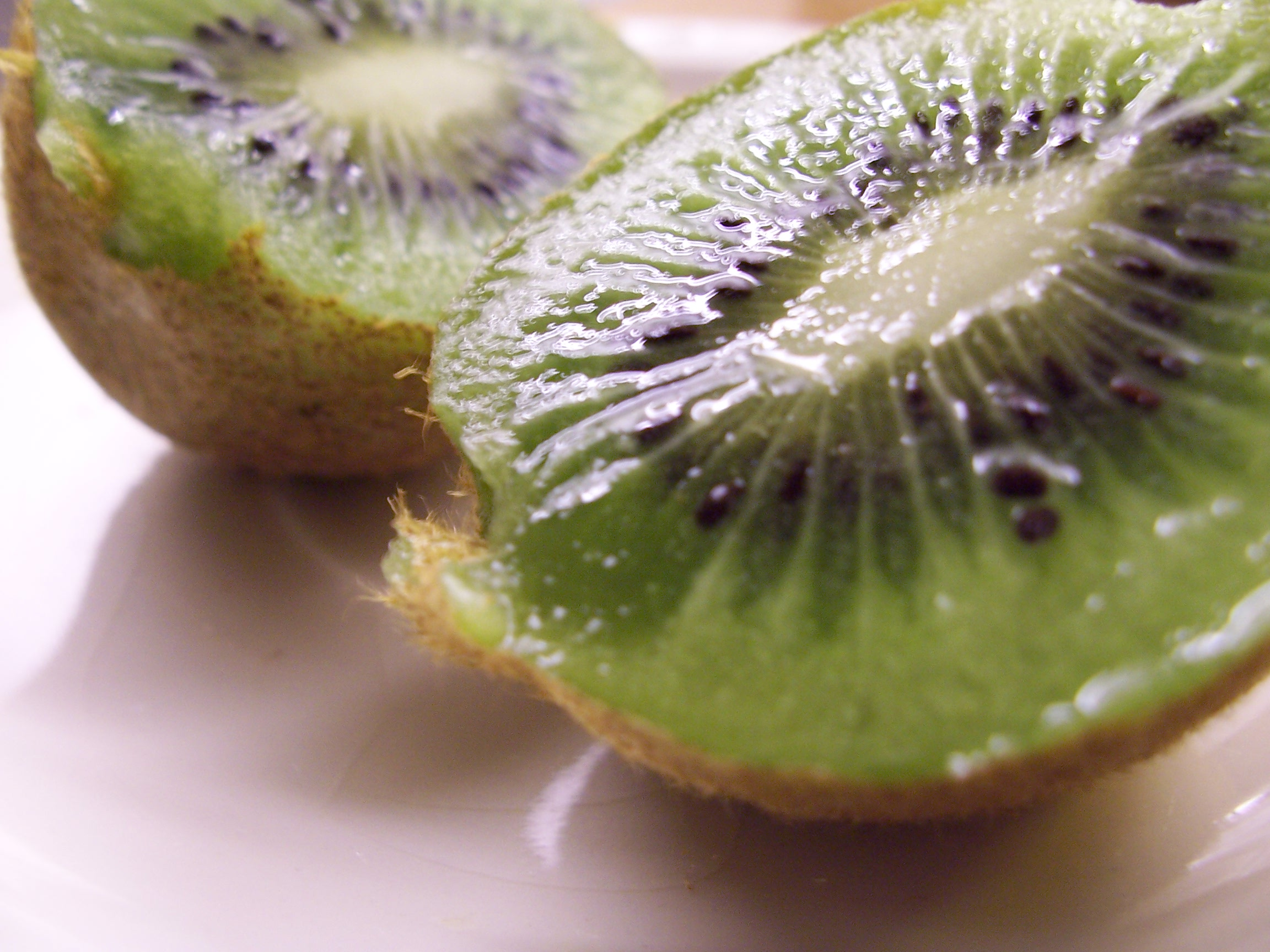
果実の断面（緑色品種）
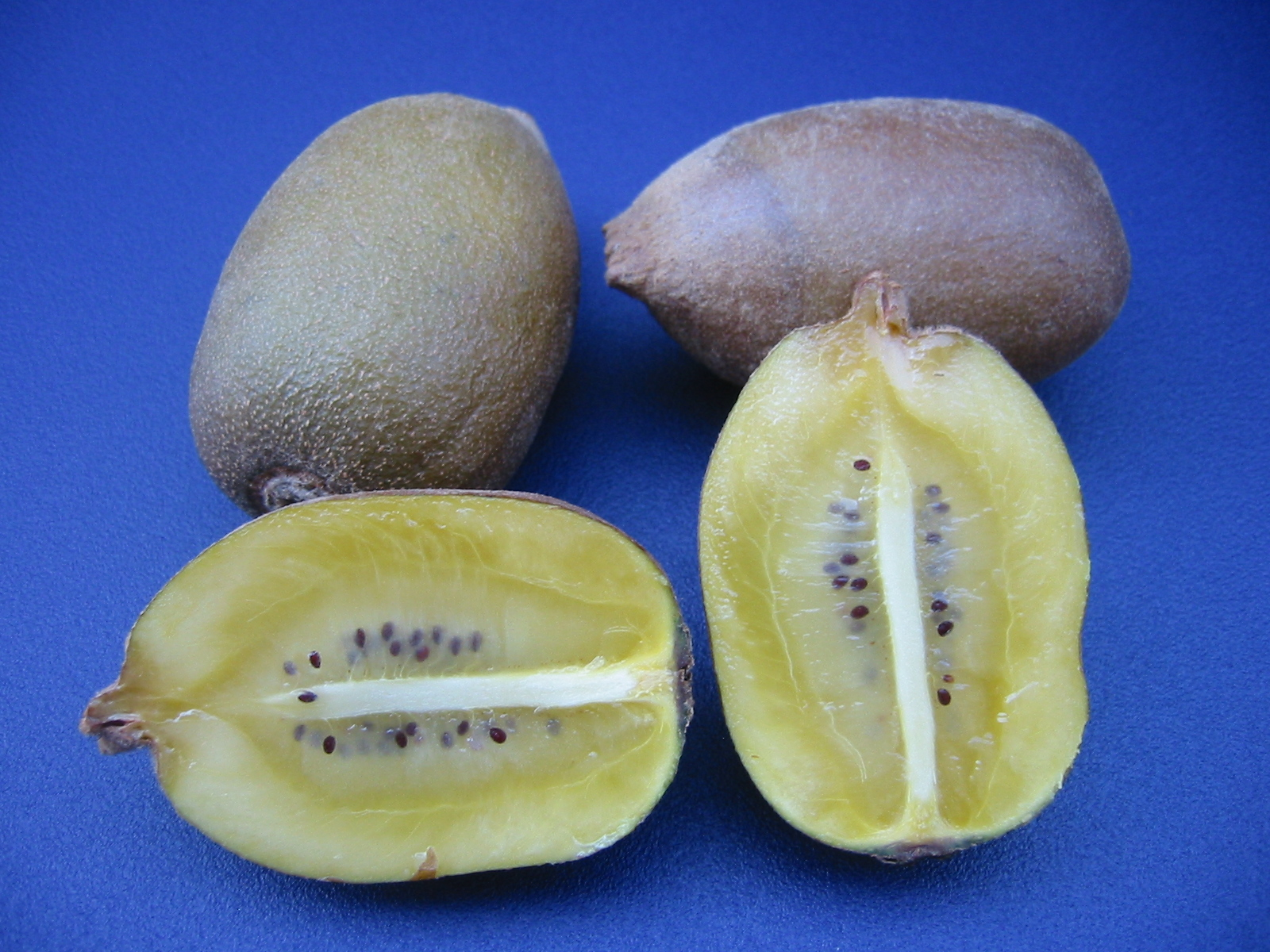
毛の殆ど無い黄色品種
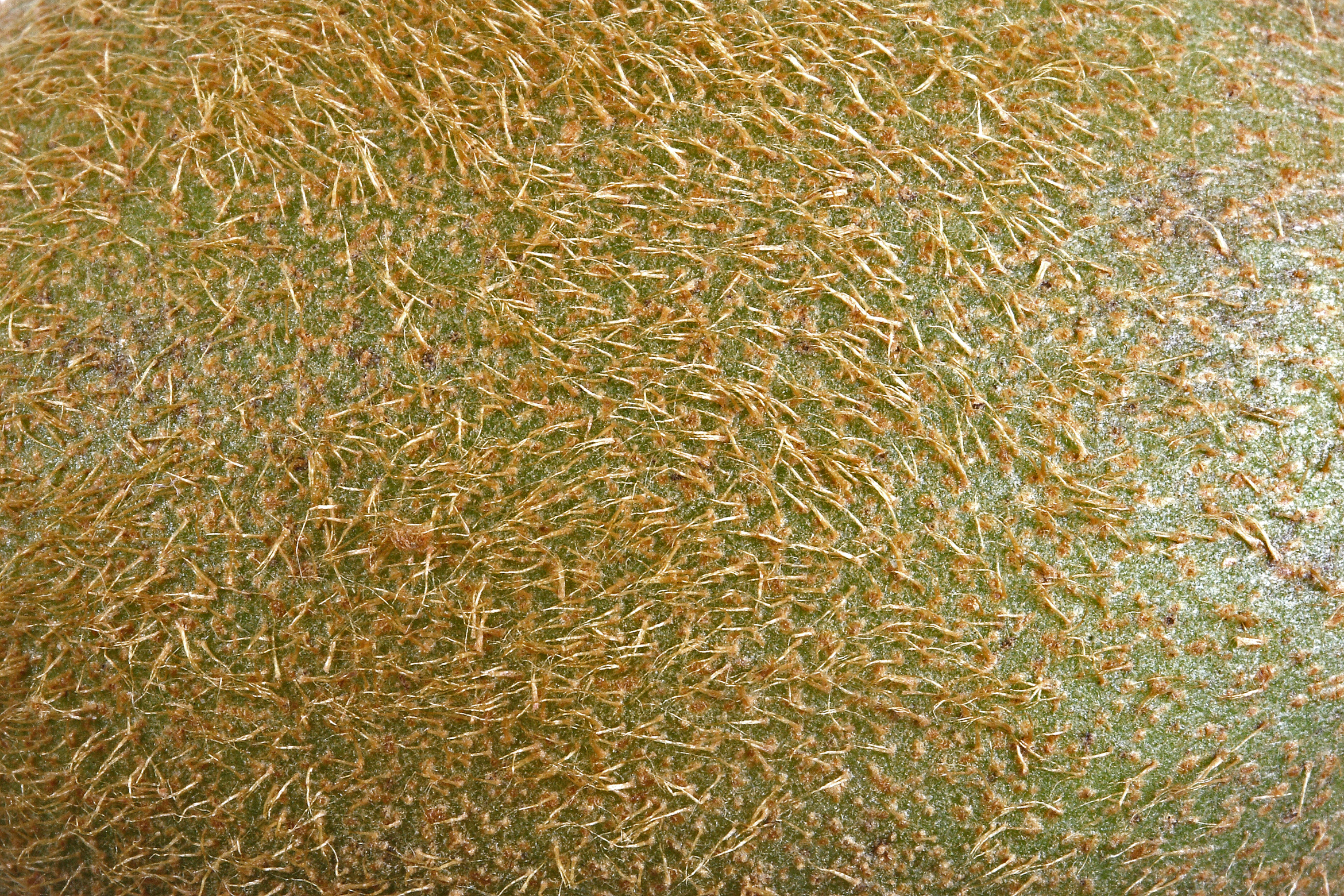
果皮の拡大
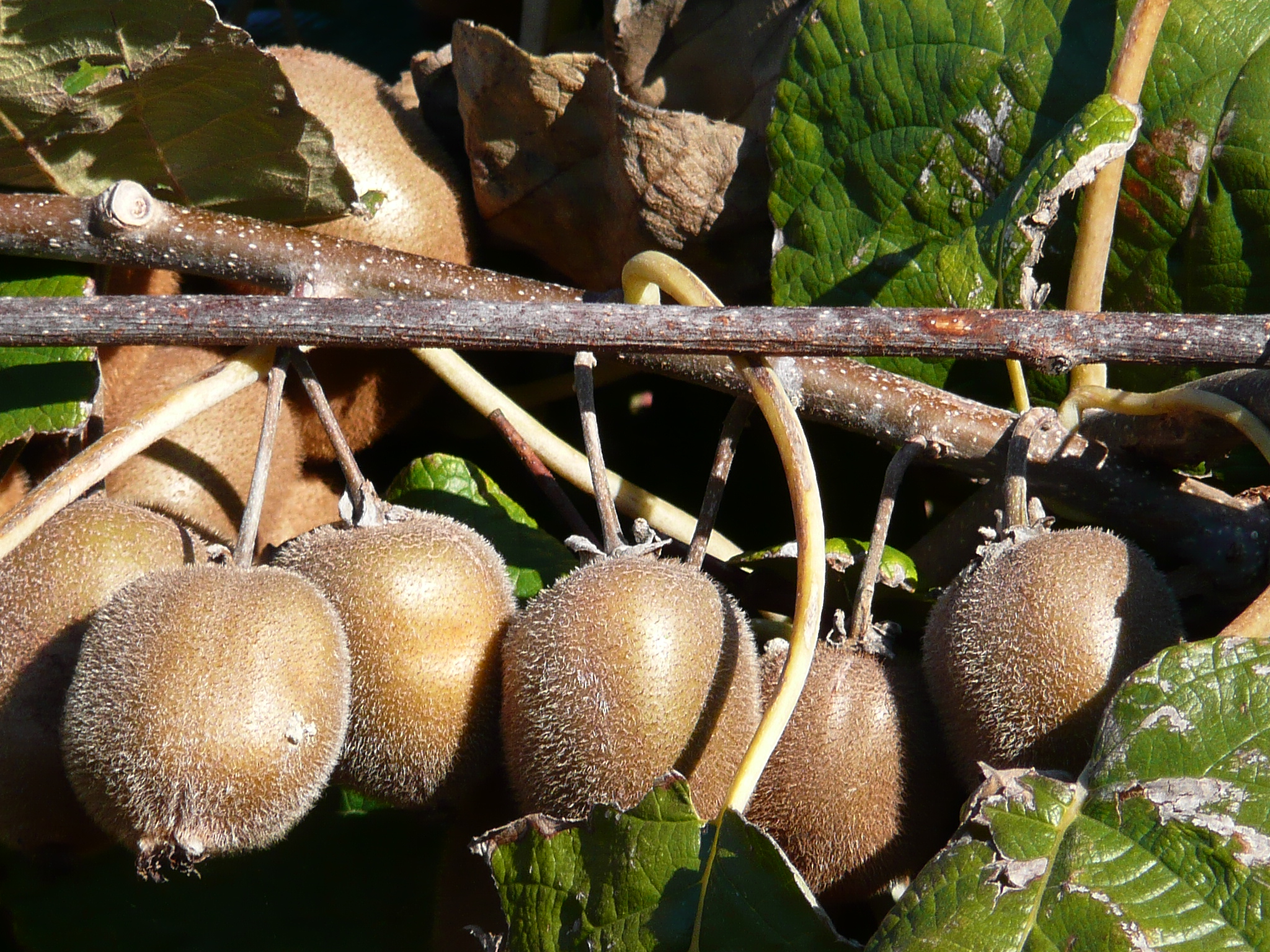
枝
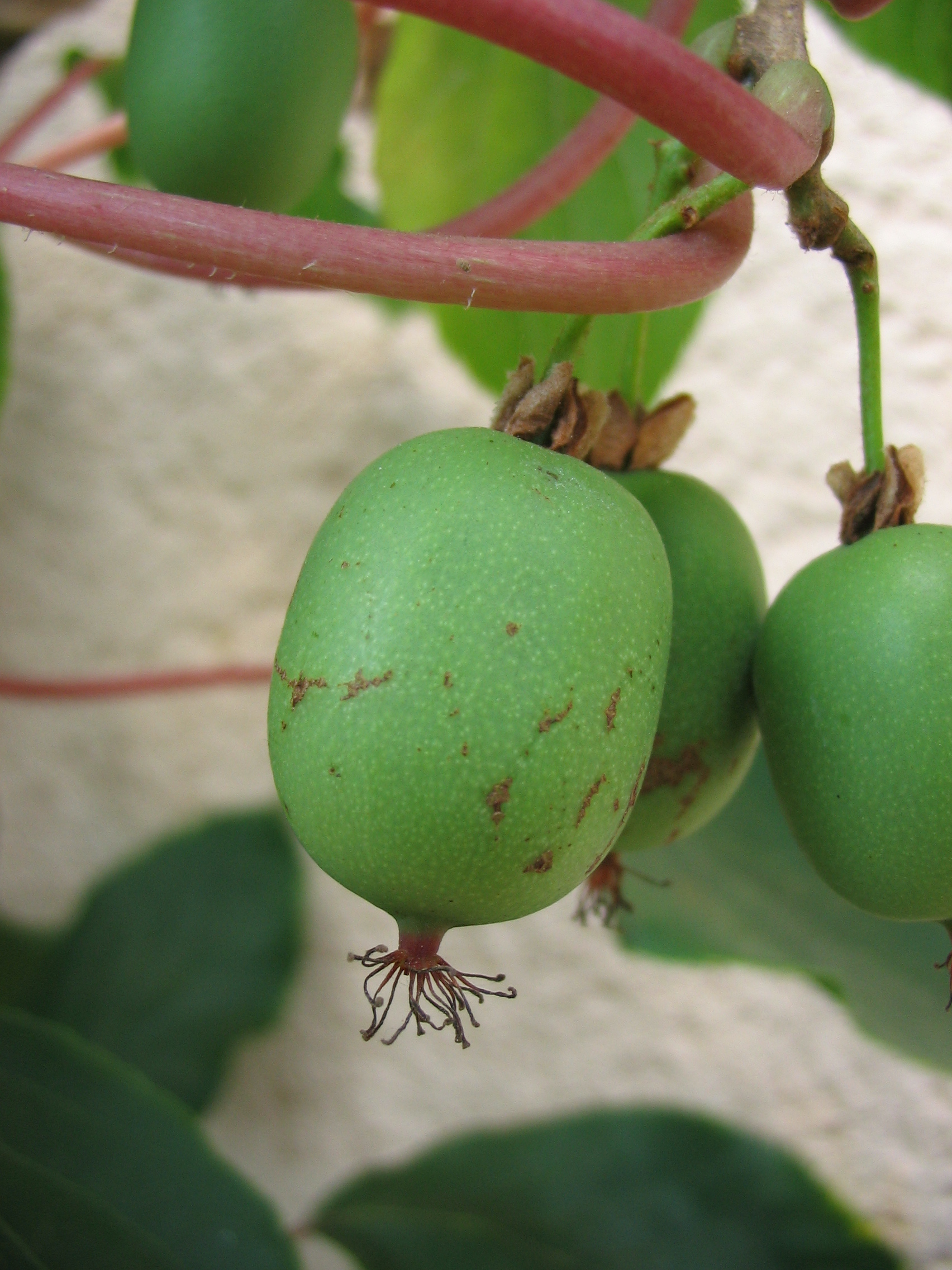
近縁種のサルナシの果実